# École Mudra
Pour le terme sanskrit qui désigne une position codifiée et symbolique des mains, voir Mudra.
Mudra (Centre de Perfectionnement et de Recherche des Interprètes du Spectacle) est une école de danse ouverte à Bruxelles en Belgique entre 1970 et 1988 par Maurice Béjart, pour concrétiser sa philosophie personnelle du ballet moderne.

## Historique

### Origines
Son nom provient d'un terme sanskrit Mudrā qui signifie « signe » et désigne le « geste rituel »[réf. souhaitée]. 
Située au 103, rue Bara à Anderlecht (Région de Bruxelles-Capitale), et dirigée entre autres par Micha van Hoecke, Allan Tung et Jan Nuyts, l’école est intimement liée à la compagnie de danse Ballet du XXe siècle installée dans les mêmes locaux. Cette troupe résidente fut créée en Belgique par Maurice Béjart dix ans auparavant, dans le cadre de son engagement par Maurice Huisman, le directeur du théâtre de La Monnaie[réf. souhaitée]. 
La formation d’abord prévue sur trois ans sera réduite progressivement à deux ans par manque de financement et de soutien politique et cal un peu avant le départ de Maurice Béjart pour la Suisse. D'autres disciplines y sont alors enseignées en plus de la danse classique et contemporaine, telles que le chant, le rythme, le solfège, la scénographie, par différents professeurs tel qu'Alfons Goris, Louis-Jacques Rondeleux et Fernand Schirren[réf. souhaitée].

### Influence dans le monde
Mudra-Afrique est une école fondée en 1977 à Dakar, avec le soutien de Léopold Sédar Senghor par Béjart et la chorégraphe et danseuse franco-sénégalaise Germaine Acogny. Elle en sera la directrice jusqu'à la fermeture de l'école en 1985. 
Plusieurs projets ont germé avec pour objectif de fonder d’autres écoles similaires en France (avec l’appui du ministre de la culture Jack Lang), en Iran, ou au Japon, mais ces projets resteront toujours plus ou moins à l’état d’ébauches,.

### Fermeture
En 1987, en dépit du succès populaire des ballets de Maurice Béjart, l’aventure belge de Béjart est elle-même interrompue après 27 ans, lorsque Gerard Mortier, le nouvel intendant de La Monnaie, lui oppose sa vision personnelle[réf. souhaitée]. Le manque de soutien pousse Maurice Béjart à quitter la Belgique avec sa compagnie. Gerard Mortier choisit Mark Morris comme nouveau maître de ballet de l'institution, dont il oriente la programmation vers l'opéra et son renouveau formel.
À la suite de la diminution des soutiens culturels à ses projets, dont le départ de Maurice Béjart, Mudra doit donc aussi fermer. Par le biais d’une visite officielle à l’école de danse, puis par une nomination du chorégraphe français comme Grand Officier de l’Ordre de la Couronne en 1988, Baudouin Ier, le roi des Belges, prend discrètement position dans ce conflit, et rend ainsi hommage à la réussite belge du créateur.

### École-atelier Rudra
Malgré la perte de soutien et de financement politique en Belgique, l’industriel Philippe Braunschweig — fondateur du Prix de Lausanne — et la fondation Philipp Morris en Suisse permettent en 1992 à Maurice Béjart de rouvrir à Lausanne l'École-atelier Rudra. Cette institution est fondée autour d’une nouvelle troupe de spectacle : le Béjart Ballet Lausanne[réf. souhaitée].

### Héritage P.A.R.T.S
En 1995, à l’initiative de Bernard Foccroulle, qui succède à Gerard Mortier comme directeur artistique de La Monnaie, la danseuse Anne Teresa De Keersmaeker, elle-même issue de la Mudra, est nommée directrice de ballet de l'institution bruxelloise. En parallèle, elle crée à son tour à Bruxelles — « en remplacement de Mudra » — son école pluridisciplinaire de danse nommée « Performing Arts Research and Training Studios » (PARTS). De Keersmaeker engagera notamment son ancien professeur de rythme, Fernand Schirren, qui a composé à plusieurs reprises la musique des Ballets.